# Puerta de Alcalá

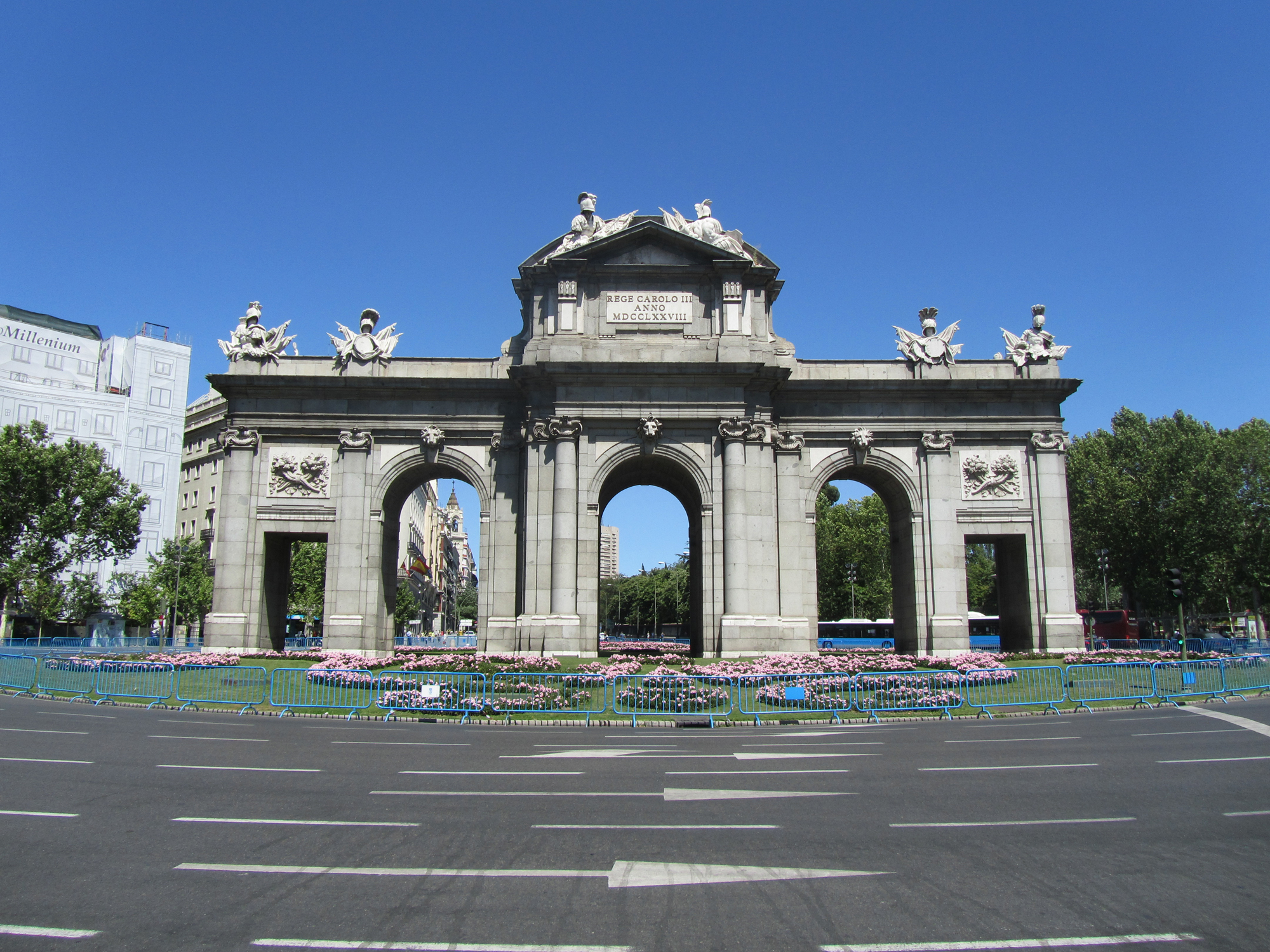
Puerta de Alcalá

De Puerta de Alcalá (Spaans voor "Alcala-poort") is een monumentaal poortgebouw in het centrum van Madrid, naast de hoofdingang van het Parque del Retiro. De poort staat op de plek waar de weg vanaf Madrid naar Alcalá de Henares leidde.

## Geschiedenis
De Puerta de Alcalá werd gebouwd door de ingenieur Francesco Sabatini in opdracht van koning Karel III van Spanje. De poort, opgetrokken uit graniet, kwam in de plaats van het vervallen poortgebouw met twee torentjes dat tot dan toe op deze plaats stond. Het gebouw werd in 1778 in gebruik genomen, echter niet als monument, maar als een echt poortgebouw. Deze functie ging verloren in 1869 toen de stadsmuur afgebroken werd en het huidige plein ontstond, het Plaza de la Independencia ("Plein van de Onafhankelijkheid").